# Наука и техника (киножурнал)
«Нау́ка и те́хника» — периодический киножурнал, популяризующий отечественную науку, знакомящий с изобретениями и  новинками инженерной мысли. Возникший в годы индустриализации, журнал стал кинолетописью открытий и технических достижений СССР. Первоначально выходил на студии «Союзкинохроника» (1931—1935) в немом варианте, возобновлён в 1940 году на «Мостехфильме». Демонстрировался в кинотеатрах страны перед началом сеанса.

## История киножурнала
Инициатором нового киножурнала на «Союзкинохронике» был Константин Гаврюшин, он же стал его режиссёром в течение первых полутора лет.
 Начиная с 1940 года производство киножурнала осуществлялось силами «Мостехфильма» (в дальнейшем — «Центрнаучфильм»). С 1940 по 1957 год он выходил 1 раз в месяц, с 1958 года — дважды в месяц, с 1989 года — снова раз в месяц. Иногда отдельные сюжеты решались как игровые. Последний номер киножурнала вышел в 1995 году.
В разные годы над киножурналом работали:
- Борис Альтшулер
- Леон Аристакесов
- Агаси Бабаян
- Василий Беляев
- Ирина Венжер
- Теодор Вульфович
- Альберт Гендельштейн
- Григорий Кабалов
- Михаил Кауфман
- Константин Когтев
- Яков Купер
- Никита Курихин
- Виктор Ман
- Виктор Моргенштерн
- Полина Петрова
- Семён Райтбурт
- Марианна Рошаль
- Семён Тайц
- Владимир Томберг
- Зиновий Фельдман
- Сергей Чулков
- Владимир Шредель
- Борис Эпштейн
- Давид Яшин

## Награды и премии
Сталинская премия 3 степени 1951 года — режиссёрам 12 выпусков киножурнала 1950 года: С. Ф. Чулкову, К. А. Когтеву, Д. И. Яшину и П. Г. Петровой.